# Paredones
Paredones is een gemeente in de Chileense provincie Cardenal Caro in de regio Libertador General Bernardo O'Higgins. Paredones telde 6.188 inwoners in 2017 en heeft een oppervlakte van 562 km².
- Biblioteca Nacional de Chile: 000412939
- Virtual International Authority File: 172145857085722922234